# 晒米城遗址
晒米城遗址，位于山东省枣庄市台儿庄区泥沟镇马庄村，是中华人民共和国山东省文物保护单位之一。
2006年12月7日，授予山东省文物保护单位，是一座古遗址。